# Erich Trautmann
Erich Trautmann (* 12. Juni 1881 in Halle (Saale); † 16. November 1947) war ein deutscher Jurist. Zur Zeit des Nationalsozialismus war Trautmann Generalstaatsanwalt am Oberlandesgericht Kassel.

## Biografie
Trautmann beendete seine Schullaufbahn an einem Gymnasium in seiner Heimatstadt mit der Reifeprüfung. Danach absolvierte er ein Studium der Rechtswissenschaft an den Universitäten München sowie Halle und promovierte 1906 zum Dr. jur. Er trat 1908 in den Dienst der preußischen Justizverwaltung ein und war ab April 1908 Assessor am Amtsgericht Koblenz sowie am Landgericht Koblenz. Ab 1914 war er Staatsanwalt in Essen und ab 1919 in Berlin. 1922 wurde er 1. Staatsanwalt am Kammergericht Berlin, im April 1923 Oberjustizrat im Preußischen Justizministerium und 1924 Oberstaatsanwalt in Berlin.  
Im Oktober 1932 wurde er zum Generalstaatsanwalt am Oberlandesgericht Kassel ernannt und verblieb in dieser Funktion bis 1945. Bis August 1933 war er in Personalunion Präsident des Strafvollzugsamtes in Kassel.  Im Zuge der Machtergreifung der Nationalsozialisten trat er im Mai 1933  der NSDAP bei. Des Weiteren gehörte er dem NS-Juristenbund (BNSDJ) an. Trautmann nahm am 23. und 24. April 1941 in Berlin an der Schlegelberger-Konferenz teil, an der die höchsten Juristen des Deutschen Reiches durch den Tagungsleiter Franz Schlegelberger sowie Viktor Brack und Werner Heyde über die „Vernichtung lebensunwerten Lebens“ informiert wurden, wobei die Euthanasie-Morde in den Gaskammern der Aktion T4 eine scheinbare Legalisierung erfuhren.
Nach dem Einmarsch der US-Armee in Kassel wurde Trautmann bei Ende des Zweiten Weltkrieges verhaftet und im Zuchthaus Wehlheiden inhaftiert. Kurz nach seiner Haftentlassung, die seine Ehefrau erfolgreich betrieben hatte, soll er 1946 im Krankenhaus gestorben sein. Ernst Klee gibt als Todesdatum den 16. November 1947 an.
Trautmann soll „den Typus des konservativ-reaktionären preußischen Justizbeamten“ verkörpert haben.